# Крижевский, Константин Станиславович
Константи́н Станисла́вович Криже́вский (20 февраля 1926, посёлок Одинцово, Московская губерния, РСФСР, СССР — 18 ноября 2000, Москва, Россия) — советский футболист, центральный защитник. Заслуженный мастер спорта СССР (1954). Игрок Олимпийской и национальной сборной СССР (1952—1958).

## Карьера

### В клубах
Воспитанник команды ремесленного училища в Москве — 1941 год, заводской команды в Куйбышеве — 1942—1945 годы. Первый тренер — Василий Васильевич Волчков.
В 1946—1947 годах выступал за куйбышевскую команду мастеров «Крылья Советов». После призыва в армию в 1948 году перспективный защитник оказался в московской команде ВВС. Из неё он и был приглашён в новорождённую сборную СССР. После ликвидации ВВС в 1952 году Крижевский до июня 1953 сыграл несколько матчей за клуб МВО, пока команда не была снята с чемпионата СССР (все её результаты были аннулированы).
Затем из многих вариантов выбрал московское «Динамо». Был одним из лидеров команды, столпом её обороны в самое успешное динамовское десятилетие, когда бело-голубые в семи чемпионатах подряд не оставались без медалей, начав этот победный период выигрышем Кубка СССР в 1953 году. В 75 матчах чемпионата СССР (1953—1956, 1958—1960) Крижевский выводил команду на поле с капитанской повязкой. За девять сезонов в «Динамо» (1953—1961) он сыграл в 155 матчах: в чемпионате — 141, в кубке — 14. Участвовал с командой в престижных международных матчах во Франции (1954), Австрии (1954), Италии (1955), поездках в Южную Америку (1957), Югославию (1959), матчах с бразильскими командами (1956, 1957).

### В сборной
С 1952 году Крижевский выступал за сборную СССР. Всего за сборную СССР сыграл 14 матчей (в том числе 3 матча за олимпийскую сборную СССР). Также за сборную СССР сыграл в 13 неофициальных матчах. Играл за вторую сборную СССР (1954—1957) и сборную Москвы (1952 год). Участник финального турнира чемпионата мира 1958 года в Швеции (5 матчей). Участник финального турнира Олимпийских игр 1952 года (3 матча).
В матче на чемпионате мира 1958 года против Англии Крижевский перенёс сотрясение мозга, когда столкнулся головой с одним из нападающих при верховой борьбе, но сумел доиграть матч.

### Игровая характеристика
Один из лучших центральных защитников страны 1950-х годов. Стержневой игрок защитной линии московского «Динамо», в основном благодаря которому оборона команды во второй половине 1950-х годов была лучшей в стране и определила звёздный взлёт коллектива в этот период. «Летающий» защитник, как часто называли Крижевского, в совершенстве владел подкатом, часто отбивал мяч в падении головой и в прыжках через себя. Акробатический стиль действий, лёгкость выполнения сложнейших технических приёмов, самоотверженность, ловкость, завидная прыгучесть, умение найти наиболее эффективный выход из труднейших игровых ситуаций у ворот своей команды вызывали восторг трибун.

## Тренерская карьера
После завершения игровой карьеры был занят тренерской деятельностью. Тренер детских, юношеских, молодёжных, мужских команд и команд ветеранов клубного коллектива «Динамо» (Москва) — 1962—1984. Тренер детских и юношеских команд «Динамо-3» (Москва) — 1987—1996.

## Достижения
В клубе
- Чемпионат СССР по футболу
  - Чемпион (4): 1954, 1955, 1957, 1959
  - серебряный призёр (2): 1956, 1958
  - бронзовый призёр: 1960
- Кубок СССР по футболу
  - Обладатель: 1953
  - Финалист: 1955

Личные
- В списках лучших футболистов сезона в СССР (9): № 1 — 1953; № 2 — 1949, 1951, 1955—1959; № 3 — 1950

Награды
- Орден «Знак Почёта» (27.04.1957) — «за успехи, достигнутые в деле развития массового физкультурного движения в стране, повышения мастерства советских спортсменов, и успешное выступление на международных соревнованиях»

## Киновоплощения
- Евгений Романцов — «Лев Яшин. Вратарь моей мечты», 2019 год.